# AGS JH25

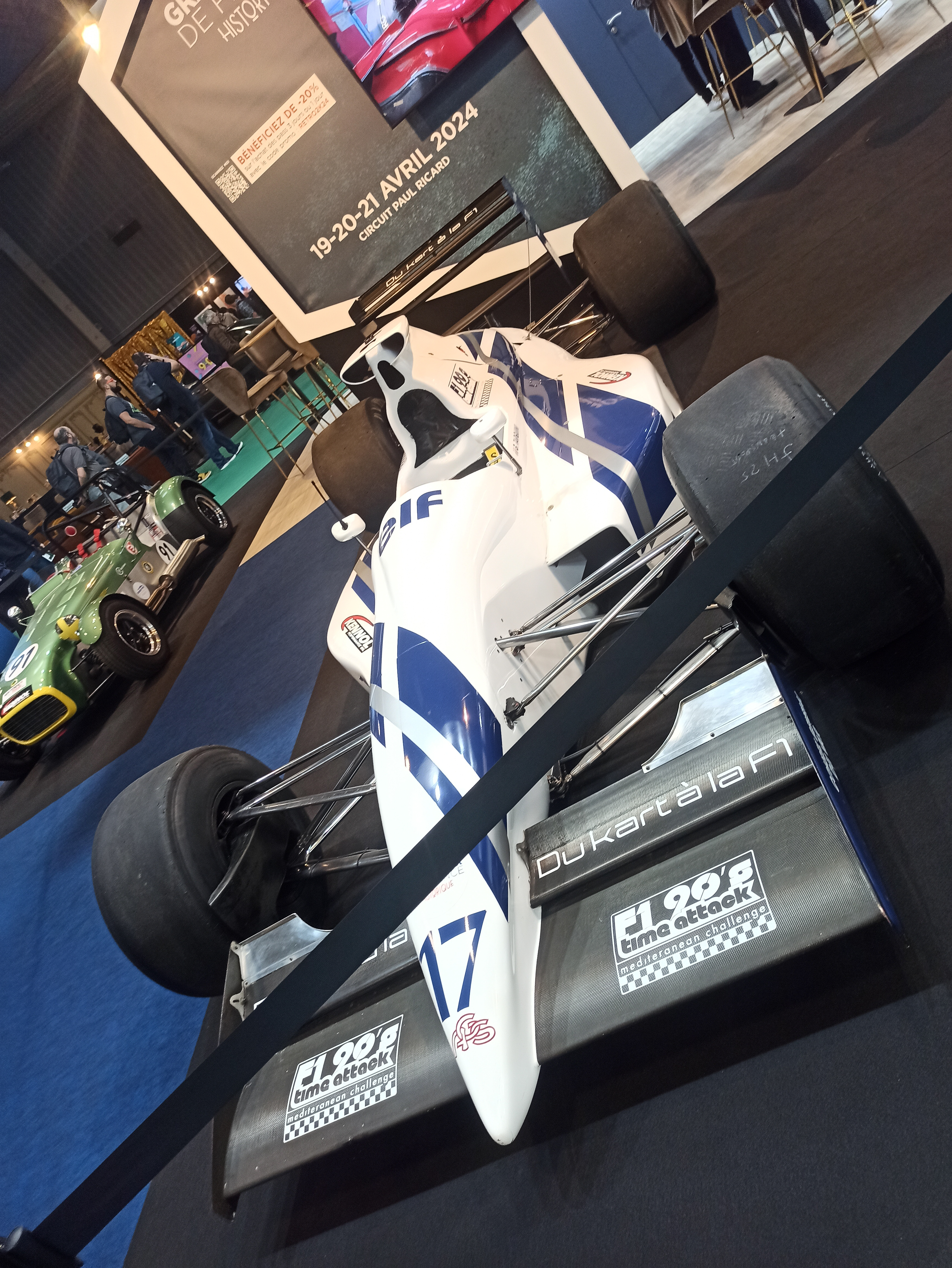
AGS JH25B

Der AGS JH25 war ein Formel-1-Rennwagen des provençalischen Teams Automobiles Gonfaronnaises Sportives (AGS), der in der Formel-1-Saison 1990 und – dann unter der Bezeichnung JH25B – in der Saison 1991 gemeldet wurde. Er löste den JH24 ab und war das letzte Auto, mit dem AGS eine Rennteilnahme und eine Zielankunft erreichen konnte.

## Hintergrund
Der AGS JH25 entstand in einer Zeit des Umbruchs, die von Unruhe und Unsicherheiten geprägt war.
AGS hatte zu Beginn der Formel-1-Saison 1989 seinen Besitzer gewechselt: Der französische Unternehmer Cyril de Rouvre war an die Stelle von Henri Julien getreten, der den Rennstall 1968 ins Leben gerufen und seitdem in verschiedenen Motorsportklassen geleitet hatte. 1989 war in sportlicher Hinsicht ein problematisches Jahr gewesen. Das Team erhielt in vielen Bereichen neues Personal, das anfänglich nicht gut zusammenarbeitete. Den wesentlichen Teil der Saison bestritt AGS mit dem veralteten JH23B, der noch unter der Leitung Juliens und Christian Vanderpleyns entwickelt worden war. Die damit erzielten Resultate reichten nicht aus, um im Sommer 1989 ein Abrutschen des Teams in die Gruppe der Vorqualifikanten zu verhindern. Der im Spätsommer vorgestellte Nachfolger JH24 erwies sich als Fehlkonstruktion und erschwerte die Situation zusätzlich.
Im Januar 1990 vollzog das Team zudem einen Standortwechsel, der zeitweise lähmend wirkte: Es verließ die angestammte Garage de l’Avenir in der provençalischen Ortschaft Gonfaron und bezog neue Hallen im benachbarten Le Luc.
Nicht zuletzt durch den Umzug verzögerte sich die Entwicklung eines neuen Autos. Erst nach der Einrichtung der neuen Werkshalle im Januar 1990 begann Michel Costa mit den Konstruktionsarbeiten; die Fertigstellung des ersten Autos erfolgte im April 1990.

## Technik
Der von Michel Costa entworfene JH25 hatte ein neues Monocoque, das schlanker war als das aller Vorgänger. Die Aerodynamik war vollständig überarbeitet worden; sie wurde als Verbesserung gegenüber dem JH24 wahrgenommen. Der Wagen wies sehr niedrige Seitenkästen auf und hatte kleine Lufteinlässe. Auch das Kühlsystem war verbessert worden. Abgesehen davon übernahm Costa zahlreiche mechanische Komponenten von früheren Modellen. Dazu gehörte das längs angeordnete Sechsganggetriebe, das bereits im Frühjahr 1989 im JH23B debütiert hatte, und die Radaufhängung, die Costa im Winter 1989/90 konstruiert und schon beim ersten Rennen der Saison 1990 mit den beiden JH24 zum Einsatz gebracht hatte. Als Antrieb diente wie in den Jahren zuvor ein Cosworth DFR-Achtzylindermotor, der bei Heini Mader Racing Components vorbereitet wurde.
Vom AGS JH25 entstanden fünf Fahrzeuge. Vier wurden 1990 hergestellt (Fahrgestellnummern 040 bis 043), eines 1991 (Fahrgestellnummer 044).  Mit dem Fahrzeug Nr. 040 wurde erlitt Yannick Dalmas bei einem privaten Test vor dem ersten Renneinsatz einen schweren Unfall, in dessen Folge das neu aufgebaute Auto komplett zerstört wurde.

## Renneinsätze

### Saison 1990
AGS setzte 1990 zwei Autos ein. Fahrer waren wie im Vorjahr Gabriele Tarquini und Yannick Dalmas. Beide Fahrer unterlagen bis zum Großen Preis von Ungarn 1990 der Vorqualifikation. Als sich nach diesem Rennen das finanziell angeschlagene Team Onyx-Monteverdi aus der Weltmeisterschaft zurückzog, rückte AGS in den Kreis der automatisch vorqualifizierten Teams auf.
Der JH25 debütierte beim dritten Rennen der Saison, dem Großen Preis von San Marino. Zu dieser Zeit war das Auto noch nicht renntauglich. Dalmas nahm an der Vorqualifikation gar nicht teil, Tarquini hingegen ging zwar auf die Piste, fiel aber, bevor er eine gezeitete Runde abschließen konnte, infolge eines technischen Defekts aus. In den folgenden fünf Rennen scheiterte jeder Fahrer viermal an der Vorqualifikation, je einmal gelang ihnen eine Rennteilnahme. Dalmas kam bei seinem Heimrennen als 17. ins Ziel. In der zweiten Hälfte der Saison 1990 besserte sich die Lage geringfügig, nicht zuletzt durch das Entfallen der Vorqualifikation. Jeder Fahrer konnte sich dreimal für ein Rennen qualifizieren. AGS erreichte in dieser Zeit drei Zielankünfte. Das beste Ergebnis war Dalmas‘  neunter Platz beim Großen Preis von Spanien. Durch diese Positionierung, „die das Team wie einen Sieg feierte“, war ausreichend, um AGS auch in der Saison 1991 von der Vorqualifikation zu befreien.

### Saison 1991

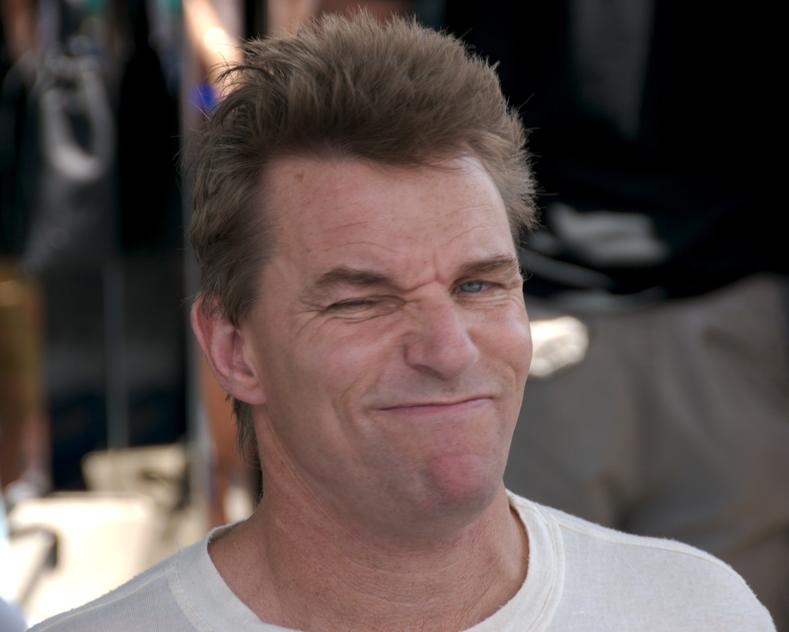
Wurde 1991 von AGS für zwei Rennen gemeldet: Stefan Johansson, der WM-Dritte von 1986

Auch 1991 setzte AGS zwei Autos ein. Fahrer waren anfänglich Gabriele Tarquini und Stefan Johansson. Nach einem Besitzerwechsel wurde der routinierte Schwede allerdings im April 1991 durch den Debütanten Fabrizio Barbazza ersetzt. Johansson und Barbazza qualifizierten sich zu keinem Rennen, Tarquini konnte dagegen in den ersten vier Rennen drei Qualifikationen und eine Zielankunft erreichen. Danach folgte eine Reihe von Nichtqualifikationen, die Beobachter in erster Linie auf das veraltete Material und auf eine chaotische Organisation des Teams zurückführten.
Zum Großen Preis von Italien wurde der JH25 durch den von Christian Vanderpleyn konstruierten AGS JH27 ersetzt, der allerdings nur zu drei Rennen gemeldet wurde. Danach stellte AGS den Rennbetrieb ein.

## Rennergebnisse: Überblick
AGS JH25 - Cosworth DFR V8
| Fahrer               | Nr.                  | 1 | 2 | 3    | 4    | 5    | 6    | 7   | 8    | 9    | 10  | 11  | 12  | 13  | 14  | 15   | 16  | Punkte | Rang |
| -------------------- | -------------------- | - | - | ---- | ---- | ---- | ---- | --- | ---- | ---- | --- | --- | --- | --- | --- | ---- | --- | ------ | ---- |
| Formel-1-Saison 1990 | Formel-1-Saison 1990 |   |   |      |      |      |      |     |      |      |     |     |     |     |     |      |     | 0      | −    |
| Gabriele Tarquini    | 17                   |   |   | DNPQ | DNPQ | DNPQ | DNPQ | DNQ | DNF  | DNPQ | 13  | DNQ | DNQ | DNQ | DNF | DNPQ | DNF | 0      | −    |
| Yannick Dalmas       | 18                   |   |   | DNPQ | DNPQ | DNPQ | DNPQ | 17  | DNPQ | DNQ  | DNQ | DNQ | DNF | DNF | 9   | DNQ  | DNQ | 0      | −    |

Die Saison wurde mit dem Vorgängermodell, dem AGS JH24, begonnen.
AGS JH25B - Cosworth DFR V8
| Fahrer               | Nr.                  | 1   | 2   | 3   | 4   | 5   | 6   | 7   | 8   | 9   | 10  | 11  | 12  | 13 | 14 | 15 | 16 | Punkte | Rang |
| -------------------- | -------------------- | --- | --- | --- | --- | --- | --- | --- | --- | --- | --- | --- | --- | -- | -- | -- | -- | ------ | ---- |
| Formel-1-Saison 1991 | Formel-1-Saison 1991 |     |     |     |     |     |     |     |     |     |     |     |     |    |    |    |    | 0      | −    |
| Gabriele Tarquini    | 17                   | 8   | DNF | DNQ | DNF | DNQ | DNQ | DNQ | DNQ | DNQ | DNQ | DNQ |     |    |    |    |    | 0      | −    |
| Stefan Johansson     | 18                   | DNQ | DNQ |     |     |     |     |     |     |     |     |     |     |    |    |    |    | 0      | −    |
| Fabrizio Barbazza    | 18                   |     |     | DNQ | DNQ | DNQ | DNQ | DNQ | DNQ | DNQ | DNQ | DNQ | DNQ |    |    |    |    | 0      | −    |

| Legende  | Legende            | Legende                                                          |
| Farbe    | Abkürzung          | Bedeutung                                                        |
| -------- | ------------------ | ---------------------------------------------------------------- |
| Gold     | –                  | Sieg                                                             |
| Silber   | –                  | 2. Platz                                                         |
| Bronze   | –                  | 3. Platz                                                         |
| Grün     | –                  | Platzierung in den Punkten                                       |
| Blau     | –                  | Klassifiziert außerhalb der Punkteränge                          |
| Violett  | DNF                | Rennen nicht beendet (did not finish)                            |
| Violett  | NC                 | nicht klassifiziert (not classified)                             |
| Rot      | DNQ                | nicht qualifiziert (did not qualify)                             |
| Rot      | DNPQ               | in Vorqualifikation gescheitert (did not pre-qualify)            |
| Schwarz  | DSQ                | disqualifiziert (disqualified)                                   |
| Weiß     | DNS                | nicht am Start (did not start)                                   |
| Weiß     | WD                 | zurückgezogen (withdrawn)                                        |
| Hellblau | PO                 | nur am Training teilgenommen (practiced only)                    |
| Hellblau | TD                 | Freitags-Testfahrer (test driver)                                |
| ohne     | DNP                | nicht am Training teilgenommen (did not practice)                |
| ohne     | INJ                | verletzt oder krank (injured)                                    |
| ohne     | EX                 | ausgeschlossen (excluded)                                        |
| ohne     | DNA                | nicht erschienen (did not arrive)                                |
| ohne     | C                  | Rennen abgesagt (cancelled)                                      |
| ohne     | keine WM-Teilnahme |                                                                  |
| sonstige | P/fett             | Pole-Position                                                    |
| sonstige | 1/2/3/4/5/6/7/8    | Punktplatzierung im Sprint-/Qualifikationsrennen                 |
| sonstige | SR/kursiv          | Schnellste Rennrunde                                             |
| sonstige | *                  | nicht im Ziel, aufgrund der zurückgelegten Distanz aber gewertet |
| sonstige | ()                 | Streichresultate                                                 |
| sonstige | unterstrichen      | Führender in der Gesamtwertung                                   |